# Maya (film, 1989)
Pour les articles homonymes, voir Maya.
Pour plus de détails, voir Fiche technique et Distribution.
Maya est un film d'épouvante fantastique italien réalisé par Marcello Avallone et sorti en 1989.

## Synopsis
Dans un village mexicain, les décès violents se multiplient ; parmi eux, celui de l'érudit Solomon Slivak, qui était parti sur les traces du mythique roi Xibalbay dans une pyramide maya. Ni sa compagne Maria, ni le médecin local, le Dr Santos, ni le jeune aventurier anglais Peter, ni la fille du défunt venue de New York ne trouvent d'abord une cause à ces morts subites. Lorsqu'un couple de touristes passe violemment de vie à trépas, Peter et Lisa, qui sont entre-temps tombés amoureux, se mobilisent à nouveau. L'ancienne amie de Peter, l'indigène Jihaira, succombe également ; d'autres villageois sont également tués de manière atroce. Peter et Lisa comptent sur les connaissances mythiques du docteur Santos. Mais, même réunis, ils ne trouvent guère les moyens de lutter contre cette malédiction qui semble venue du fond des âges. 

## Fiche technique
- Titre original : Maya[1]
- Réalisation : Marcello Avallone
- Scénario : Marcello Avallone, Andrea Purgatori (it), Maurizio Tedesco (it)
- Photographie : Silvano Ippoliti (it)
- Montage : Adriano Tagliavia
- Musique : Gabriele Ducros
- Effets spéciaux : Giuseppe Carozza
- Décors et costumes : Angelo Santucci
- Maquillage : Franco Casagni, Rosario Prestopino
- Production : Maurizio Tedesco (it)
- Société de production : Reteitalia, Trio Cinema e Televisione
- Pays de production :  Italie
- Langue originale : italien
- Format : Couleurs
- Genre : Film d'épouvante fantastiques
- Durée : 93 minutes
- Date de sortie : 
  - Italie : 26 mai 1989

## Distribution
- Peter Phelps : Peter
- Mariella Valentini : Lisa Slivak
- Cyrus Elias : Dr. Santos
- Mariangélica Ayala : Jihaira
- Mirella D'Angelo : Laura
- Antonello Fassari : Sid, propriétaire du bar
- Erich Wildpret : Larry
- William Berger : Solomon Slivak
- Wilma Ramia : Jahira
- Tullio Cavalli

## Production
Le film a été tourné par la société de production Reteitalia dans les studios Elios à Rome et sur l'Isla Margarita au Venezuela.